# エブリデイ出版
エブリデイ出版（エブリデイしゅっぱん）は、外国語学習教材の企画・開発・販売を主にウェブサイトにて行っている。運営会社はラクサス・テクノロジーズ株式会社。
英語・フランス語・ドイツ語・中国語・韓国語といった多様な言語の教材の企画・開発・販売を行う語学関連サイトの運営の他TOEICやTOEFLといった資格試験向けの教材も出している。
近年ではiPhone・iPad向けのアプリ開発・提供を行っている。

## 特徴
エブリデイ出版の語学学習教材は、赤ちゃんが成長して言葉をしゃべりだすプロセスと同様の学習法を用いた学習法と独自開発の2段階スピード学習（特許出願）が特徴である。

## 歴史
- 2011年（平成23年）4月 - 「独自開発の2段階スピード」英語リスニング方法特許出願
- 2012年（平成24年）
  - 6月 - フランス語学習教材「エブリデイフレンチ」公式サイトオープン
  - 12月 - 中国語学習教材「エブリデイチャイニーズ」販売開始
- 2013年（平成25年）
  - 3月 - 韓国語学習教材「エブリデイコリアン」販売開始
  - 5月 - 英会話教材「エブリデイイングリッシュ」日本唯一無料オンライン講座「コーセラ」オフィシャル翻訳パートナー認定[1]

## 語学サイト
- エブリデイイングリッシュ（英語）
- エブリデイフレンチ（フランス語）
- エブリデイジャーマン（ドイツ語）
- エブリデイチャイニーズ（中国語）
- エブリデイコリアン（韓国語）